# Darius Hall
Pour les articles homonymes, voir Hall.
Darius Hall, né le 16 mars 1973 à Détroit, (Michigan), est un ancien joueur américain de basket-ball. Il joue aux postes d'ailier fort et de pivot.